# خاندان خسروشاهی
خاندان خسروشاهی مؤسس شرکت سرمایه‌گذاری البرز و مالک گروه صنعتی مینو و کارخانه‌های تولید دارو همچون تولید دارو، تولی‌پرس و چندین کارخانه و تجارت‌خانه در ایران بودند. پس از انقلاب نیز برخی از اعضای این خانوادهٔ کارآفرین به موفقیت‌ها و سمت‌های مهمی در خارج از ایران رسیدند.
خانواده خسروشاهی از سال ۱۲۸۰ تا ۱۳۵۸، از اولین‌ها و موثرترین‌های صنعت ایران بودند. با تلاش بسیار خاندان خسروشاهی بزرگ‌ترین فعالان صنعتی تولید و توزیع دارو و خوراکی در دهه چهل و پنجاه در تاریخ ایران شدند.
پس از انقلاب ۱۳۵۷، در جریان مصادره اموال و دارایی‌ها، بخشی از شرکت‌ها و کارخانه‌های خانواده خسروشاهی مصادره شد. داشتن منصب وزارت بازرگانی در دولت جمشید آموزگار توسط کاظم خسروشاهی موجب مصادره اموال او شد. اما در مورد دیگر اعضای خاندان، وضعیت متفاوت بود. وضعیت مالکیت شرکت مینو که تا سال ۵۹ شامل موج اول مصادره‌ها نشده بود، با افزایش فشار احزاب چپ و مارکسیستی که خواهان مدیریت کارگری با انحلال مدیریت خصوصی بودند، عوض شد. علی خسروشاهی حتی چند روز توسط چند تن از کارگران در کارخانه مینو گروگان و تهدید شده بود که کارخانه‌اش را تحویل دهد. حبیب‌الله پیمان، دبیرکل جنبش مسلمانان مبارز، در ناآرامی‌های ابتدای انقلاب در کارخانجات مختلف سخنرانی می‌کرد و بر نقش و حضور شوراهای کارگری در کارهای اجرایی تأکید می‌کرد تا شوراهای کارگری قدرت اجرایی داشته باشند. او به شرکت نیز مینو رفت و در سخنرانی خود به کارگران اطمینان داد که بیرون‌کردن مالکان شرکت هیچ خسارتی به شرکت نمی‌زند. او در میان کارگران گفت: «شاه رفت. هیچ حادثه ای رخ نداد. خسروشاهی هم برود، هیچ چیزی نمی‌شود.» علی خسروشاهی پس از چند روز گروگان‌گیری و تهدید مجبور می‌شود که کارخانه مینو را تحویل دهد. در نهایت اموال و دارایی‌های خسروشاهی‌ها مصادره شدند. در کیفرخواست مصادره اموال علی خسروشاهی آمده‌است: «تغییر ذائقه مردم و ترویج فرهنگ آرایشی غرب از طریق تولید پفک، شیرخشک و لوازم آرایشی بهداشتی.»
اگر چه پس از فرونشستن فضای انقلابی برخی مصادره اموال این خانواده را اشتباه دانستند، اما اموال مصادره شده هرگز به خانواده خسروشاهی بازگردانده نشدند. علی و حسن خسروشاهی بعد از مدتی دوندگی، بدون پس گرفتن کارخانه‌ها، نهایتاً با ناامیدی کشور را ترک و به کانادا می‌روند. از این رو پس از انقلاب برخی از آنها به خارج از کشور مهاجرت کردند و فعالیت‌های خودشان را در خارج از ایران ادامه دادند. پس از مصادره‌ها، یکی از اعضای خانواده خسروشاهی هنگامی که به ایران سفر می‌کند شش سال در ایران زندانی شد.

## تاریخچه خاندان خسروشاهی
حسن خسروشاهی در اواخر قاجار تا اوایل دوران رضاشاه، مدت‌ها رئیس اتاق بازرگانی تبریز بود که به همراه دو برادرش غفار و حسین و شش پسرش تجارت خاندان خسروشاهی را پایه‌گذاری و گسترش دادند؛ که به واردات کالاهایی مثل فاستونی، کاغذ، چای و شکر پرداختند. بعد از مدتی کارخانه نساجی در قزوین و بعد گروه تولید دارو را اداره می‌کردند. حسن خسرو شاهی ۶ پسر داشت. سه نفر از آنها به نام‌های نصرالله دکترای داروساز، کاظم دکترای اقتصاد، محمد مهندس مکانیک دوره‌های آموزش عالی داخل و خارج از کشور را طی نمودند؛ سه برادر دیگر به نام‌های احمد، جواد و مجید پس از طی دوره دوم متوسطه نظام آموزشی قدیم، به پدرشان در بازار پیوستند. در آغاز دهه پنجاه، نوه‌هایش نیز به گروه خانواده پیوستند. افراد سرشناس این خانواده به شرح زیر هستند:
- علی خسروشاهی، بنیان‌گذار گروه صنعتی مینو که با تأسیس کارخانه خرمدره به یکی از بزرگ‌ترین صنایع غذایی خاورمیانه تبدیل شد.[۱۱] علی خسروشاهی مؤسسه خیریه مینو را نیز در خرمدره راه اندازی کرد و مشغول ساختن بیمارستان مدرن و مجهزی در خرمدره بود.[۱۲]
- حسن خسروشاهی: کارآفرین و مالک و گسترش‌دهندهٔ گروه صنعتی مینو. پس از مصادره اموال، بعد از مدتی دوندگی، وی نهایتاً با ناامیدی کشور را ترک می‌کند و به کانادا می‌رود و پس از مدتی شرکت فیوچر شاپ را بنیان‌گذاری می‌کند.[۱۳][۱۴] حسن خسروشاهی بزودی این فروشگاه را به بزرگ‌ترین فروشگاه زنجیره ای کانادا با ۹۰ شعبه و حدود ۸۰۰۰ کارمند تبدیل کرد و تبدیل به یکی از بزرگ‌ترین سرمایه داران آن کشور شد. ثروت حسن خسروشاهی را حدود ۲ میلیارد دلار تخمین می‌زنند که هفتمین فرد ثروتمند کانادا به حساب می‌آید.[۲]
- کاظم خسروشاهی، بنیان‌گذار شرکت تولید دارو و دیگر شرکت‌های دارویی از جمله تولی‌پرس.
- دارا خسروشاهی: مدیر عامل قبلی اکسپدیا و از ۲۷ اوت ۲۰۱۷ مدیر عامل فعلی اوبر. نیویورک تایمز در سال ۲۰۱۶ درآمد دارا خسروشاهی را در میان بالاترین درآمد مدیران عامل در آمریکا (بیش از ۹۶ میلیون دلار آمریکا) معرفی کرد.[۹] خانوادهٔ دارا خسروشاهی وقتی که او ۹ سال داشت، ابتدا به جنوب فرانسه رفتند و شاهد سرنگونی حکومت پهلوی و مصادره شدن کسب‌وکارهایشان بودند. سپس برای ملحق شدن به دیگر اعضای خانواده‌شان به آمریکا مهاجرت کردند.[۱۵][۱۶][۱۷][۸]
- علی پرتوی و هادی پرتوی از کارآفرینان شناخته شده در آمریکا که نوه مجید خسروشاهی هستند. خانواده پرتوی پس از وقوع انقلاب و در سال ۱۳۶۳ و بعد از بازگشایی دانشگاه‌ها با پایان انقلاب فرهنگی از ایران مهاجرت کردند.[۱۸]

## باغ خسروشاهی
باغ خسروشاهی از باغ‌های مشهور، زیبا و بزرگ جماران بوده‌است. پس از انقلاب ۱۳۵۷، برخی با توجه به گفته‌ها و شواهد موجود، یکی از محل‌های زندگی روح‌الله خمینی را در این باغ می‌دانند، از جمله هاشمی رفسنجانی که می‌گوید: «زمانی هم که [آیت‌الله خمینی] به تهران آمدند، خانه‌ای که ما به آنجا می‌رفتیم و شما دیدید. بله، به همین شکل ساده بود. اما وقتی به دو طرف این خانه نگاه می‌کنید، دو باغ بزرگ می‌بینید. یکی از این باغ‌ها، متعلق به خسروشاهی بود که ۱۴هزار متر وسعت و سه چهار قنات آب دارد. در این باغ چند ساختمان وجود دارد که امام با توصیه پزشکان (به خاطر ناراحتی قلبی که داشتند) به یکی از ساختمان‌ها که قدیمی بود، رفتند.» در حال حاضر ۷ هزار مترمربع از این باغ در اختیار «مؤسسه تنظیم و نشر آثار حضرت امام خمینی» قرار گرفته‌است.